# George Heywood
George Heywood (12 tháng 1 năm 1907 – 7 tháng 9 năm 1985) là một cầu thủ bóng đá người Anh thi đấu ở Football League cho Port Vale và Southport.

## Sự nghiệp thi đấu
Heywood từng thi đấu cho South Salford Lads (trong 2 đợt), Manchester City và Altrincham, trước khi gia nhập Port Vale với mức giá £250 vào tháng 11 năm 1935. Ông có màn ra mắt trong thất bại 9–2 trước Nottingham Forest tại City Ground. Mặc dù với trận thua đậm như vậy, ông vẫn ra sân thường xuyên trong phần còn lại của mùa giải, có 21 lần ra sân và "Valiants" xuống hạng khỏi Second Division. Tuy nhiên, ông ngay lập tức mất vị trí ở mùa giải tiếp theo và được chuyển đến kình địch ở Third Division North Southport vào tháng 11 năm 1936. Sau đó ông thi đấu cho Hyde United, Northwich Victoria và Stalybridge Celtic, trước khi trở lại Altrincham.

## Thống kê
Nguồn:
| Câu lạc bộ | Mùa giải | Hạng đấu             | Giải vô địch | Giải vô địch | Cúp FA | Cúp FA | Khác | Khác | Tổng | Tổng |
| Câu lạc bộ | Mùa giải | Hạng đấu             | Trận         | Bàn          | Trận   | Bàn    | Trận | Bàn  | Trận | Bàn  |
| ---------- | -------- | -------------------- | ------------ | ------------ | ------ | ------ | ---- | ---- | ---- | ---- |
| Port Vale  | 1935–36  | Second Division      | 21           | 0            | 0      | 0      | 0    | 0    | 21   | 0    |
| Port Vale  | 1935–36  | Third Division North | 2            | 0            | 0      | 0      | 0    | 0    | 2    | 0    |
| Port Vale  | Tổng     | Tổng                 | 23           | 0            | 0      | 0      | 0    | 0    | 23   | 0    |
| Southport  | 1936–37  | Third Division North | 14           | 0            | 2      | 0      | 0    | 0    | 16   | 0    |